# سعد (إله)
سعد هو إله السعد والحظ الطيب عند العرب قبل الإسلام، وكان صنما لكنانة.

## الشواهد
وصف ابن اسحاق صنم سعد بأنه:

صَخْرَةٌ بِفَلَاةِ مِنْ أَرْضِهِمْ طَوِيلَةٌ. فَأَقْبَلَ رَجُلٌ مِنْ بَنِي مِلْكَانَ بِإِبِلِ لَهُ مُؤَبَّلَةٌ لِيَقِفَهَا عَلَيْهِ، الْتِمَاسَ بَرَكَتِهِ، فِيمَا يَزْعُمُ، فَلَمَّا رَأَتْهُ الْإِبِلُ، وَكَانَتْ مَرْعِيَّةً لَا تُرْكَبُ، وَكَانَ يُهْرَاقُ عَلَيْهِ الدِّمَاءُ، نَفَرَتْ مِنْهُ، فَذَهَبَتْ فِي كُلِّ وَجْهٍ، وَغَضِبَ رَبُّهَا الْمِلْكَانِيُّ، فَأَخَذَ حَجَرًا فَرَمَاهُ بِهِ، ثُمَّ قَالَ: لَا بَارَكَ اللَّهُ فِيكَ، نَفَّرْتَ عَلَيَّ إبِلِي، ثُمَّ خَرَجَ فِي طَلَبِهَا حَتَّى جَمَعَهَا، فَلَمَّا اجْتَمَعَتْ لَهُ قَالَ:

أَتَيْنَا إلَى ‌سَعْدٍ لِيَجْمَعَ شَمْلَنَا
فَشَتَّتَنَا ‌سَعْدٌ فَلَا نَحْنُ مِنْ ‌سَعْدِ
وَهَلْ ‌سَعْدُ إلَّا صَخْرَةٌ بِتَنُوفَةٍ

مِنْ الْأَرْضِ لَا تَدْعُو لِغَيٍّ وَلَا رُشْدٍ
ويروى عن الإمام الشيعي الخامس محمد الباقر أنه حكى لرفيقه عبد الرحيم القصير أنه بعد وفاة محمد عاد أهل الجزيرة العربية إلى العادات القديمة وتركوا "الأنصار" (أنصار الإسلام) في عزلة. وبايعوا سعداً وهم يرددون شعارات من أيام الجاهلية : "يا سعد أنت المرجا وشعرك المرجل وفحلك المرجم" 